# Olynthus lorea
Espèce
Olynthus lorea est une espèce d'insectes lépidoptères (papillons) appartenant à la famille des Lycaenidae, à la sous-famille des Theclinae et au genre Olynthus.

## Dénomination
Olynthus lorea a été décrit par Heinrich Benno Möschler en 1883 sous le nom initial de Thecla lorea.
Synonyme : Olynthus pressus Austin & Johnson, 1998.

## Description
Olynthus lorea est un petit papillon avec une fine et longue queue à chaque aile postérieure.
Le dessus des ailes est bleu outremer, veiné et très largement bordé de noir ne laissant que peu de bleu.
Le revers est marron foncé avec, aux ailes postérieures, une ligne postdiscale discontinue formée de traits blancs et un gros ocelle marron à la base de la queue.

## Écologie et distribution
Olynthus lorea est présent au Brésil, au Surinam et en Guyane,,.

### Protection
Pas de statut de protection particulier.